# モード・アラン

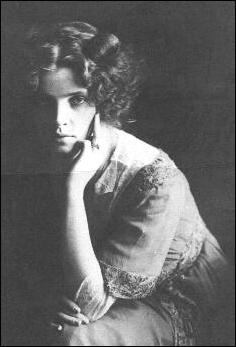
モード・アラン（1910年代）

モード・アラン（Maud Allan、1873年8月27日 - 1956年10月7日）は、カナダ出身のダンサー・振付家・女優である。1903年にウィーンでダンサーとしてデビューを果たし、『サロメの幻想』などで露出度の高い衣装で大胆な表現の踊りを見せて評判になった。イザドラ・ダンカン、ロイ・フラー、ルース・セント・デニスなどと共に、モダンダンスにおける先駆者の1人として名前が挙げられる。彼女の成功は短期間のことに過ぎず、ダンス史においてはダンカンなどに比べて取り上げられる機会は少ない。芸術の後継者も現れることがなく、死後は急速に忘れ去られた。

## 生涯

### 前半生
カナダ・トロントの生まれ。本名はビューラ・モード・デュラント（Beulah Maude Durrant）といい、生年には1883年説もある。父ウィリアム（1851年-1917年）は靴職人で、妻となったイザベラ（1853年–1929年）との間にセオドア (en) （1871年 - 1898年1月7日）と彼女をもうけた。兄妹の仲は非常に良好で、母イザベラは2人を溺愛していた。
1879年、デュラント一家はサンフランシスコに移住した。モードは手先が器用な少女で、裁縫、ピアノ、水泳などを上手にこなした。彼女はやがてコンサート・ピアニストになりたいという夢を抱くようになった。
モードが持っていた芸術的天分や想像力は、おそらく母イザベラから受け継いだものと思われる。イザベラも娘の才能を認め、将来に期待し続けていた。モードはピアニストへの夢を実現するためにベルリン留学を決意した。1895年2月14日に彼女はベルリンに旅立ち、翌月にはベルリンの音楽学校に入学した。

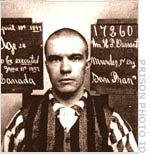
セオドア・デュラントの獄中写真（1897年）

同年、モードのもとに兄セオドアに関するニュースが伝えられた。それは、セオドアが2人の若い女性を殺害した容疑で逮捕されたというものであった。セオドアはサンフランシスコで薬学を学び、成績優秀で態度も真面目であった。デュラント一家はエマニュエル・バプティスト・チャーチに加入していた。セオドアとモードは、このチャーチの青年グループであるクリスチャン・エネヴァー・ソサエティのメンバーであった。セオドアはこのグループの秘書として熱心な活動を続けていた。しかし、セオドアは1895年4月3日と4月12日にそれぞれ女性を殺害してチャーチ内に遺棄したという容疑をかけられて逮捕された。
事件当時、セオドアは精神を病んでいて心神喪失の状態だったという。セオドアは無実を主張したものの、世間は彼を殺人者として指弾し、裁判では有罪が宣告された。セオドアはサン・クエンティン刑務所で処刑された。
この事件はモードに衝撃を与え、その影響は彼女の生涯に影を落とした。兄を失った悲しみと事件の衝撃の中で、モードはピアニストへの夢を捨ててダンサーへと転身した。母イザベラはセオドアの死後に、サンフランシスコからベルリンに単身でやってきて、モードと共に暮らし始めた。この時期に、彼女は「モード・アラン」と名乗るようになった。

### ダンサーの道へ
モードはアルトゥール・ボックという彫刻家と出会い、彼との短い恋を通してギリシャ彫刻の持つ身体性を知った。1905年頃には彼の彫刻「サロメとヨハネの首」のモデルを務め、その経験が後の「サロメ」に生かされたとの推定がある。
フェルッチョ・ブゾーニとも知り合いとなり、彼のコンサートでマルセル・レミという人物に紹介された。リエージュ生まれのレミは音楽や彫刻などに造詣が深く、古代ギリシャに関する多くの知識を持ち合わせていた。レミが語る失われた古代ギリシャのダンス再生の話にモードは強い刺激を受け、ダンサーへの道に進むことを決意したと伝わる。彼女が目標としたのは、古代ギリシャの造形芸術の自由を再現することであった。
モードは2年にわたって図書館や美術館に通い詰め、古代ギリシャのポーズを研究した。モードは多くの場合裸足で踊り、ギリシャ風のドラペリー（ひだのある長い衣服）を着用することもあった。そして1903年に、ウィーンでダンサーとしてのデビューを果たした。このときモードが踊ったのは、メンデルスゾーンの『春の歌』、ショパンの『葬送行進曲』、シューベルトの『アヴェ・マリア』などで、後に彼女の得意とするレパートリーが含まれていた。
デビュー公演は好評で迎えられ、母イザベラも彼女のダンスの才能を認めて応援するようになった。イザベラはイザドラ・ダンカンをモードのライバルとして意識し、負けないようにと励ましを与えている。
モードのマネージャーとして、マルセル・レミが公演のプロデュースを行った。モードはヨーロッパの各地で踊ったものの、「ダンカンの亜流」という批評を受けるなど評価は低かった。デビュー以後の2年ほどは、モードにとって苦しい時期であった。

### 「サロメ」ダンサー

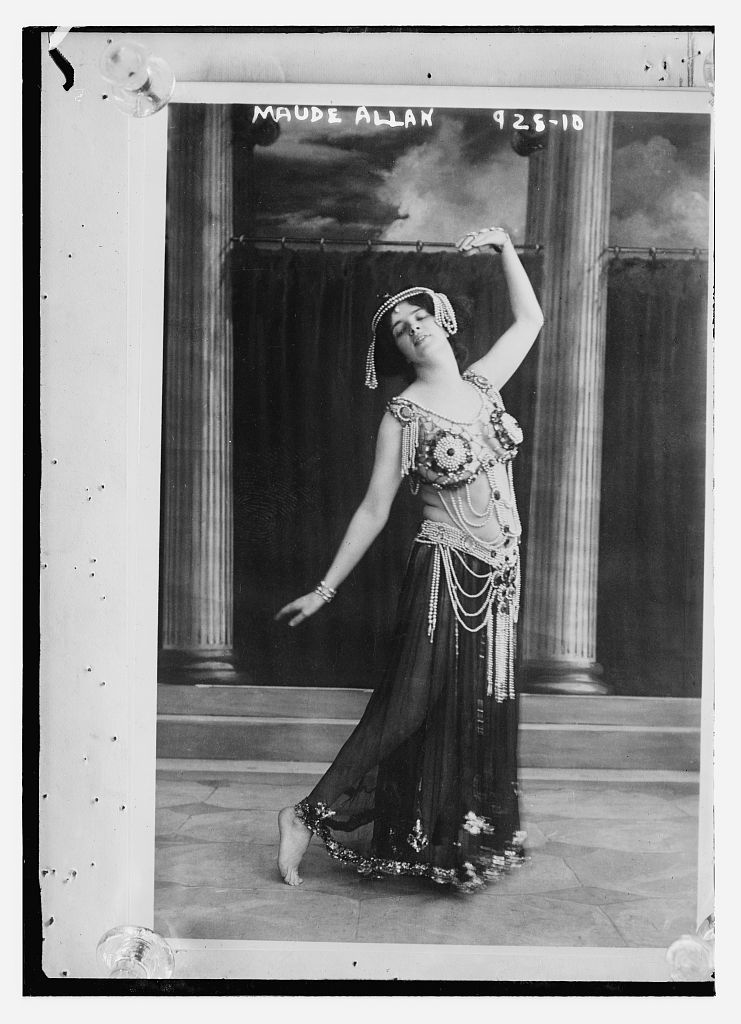
『サロメの幻影』を踊るモード・アラン（1906年と1910年代の間）

彼女が「サロメ」という主題を発見したのは、1906年のことであった。19世紀末からの「サロメ」ブームはヨーロッパ全土に広がり、芸術の重要なテーマとして盛んに取り上げられていた。文学ではオスカー・ワイルドの戯曲『サロメ』（1891年初出）、絵画ではギュスターヴ・モロー、オーブリー・ビアズリー、グスタフ・クリムトなど、音楽ではリヒャルト・シュトラウスのオペラ『サロメ』（1905年）などが知られる。
モードもこのブームとは無縁ではなかった。彼女とレミが直接「サロメ」に触れたのは、1904年にライプツィヒで初演されたワイルドの戯曲（マックス・ラインハルト演出）といわれる。2人はこの戯曲をベルリンで鑑賞している。サロメとその物語はダンスのテーマに向いていて、他にもロイ・フラーを始めとする何人かのダンサーたちが舞台化に取り組んでいた。
レミはサロメの物語に新たな解釈を与えた。それはサロメにモードの実人生を投影し、彼女自身の悲劇を踊りで表現するというもので、洗礼者ヨハネの生首は処刑されたセオドアの象徴でもあった。『サロメの幻影』（Vision of Salomé）は、レミの台本と作曲によって1906年にウィーンで初演された。しかし、作品の創造に大きな役割を果たしたレミは初演のわずか10日前に死去している（自殺といわれる）。
『サロメの幻影』が大評判になったのは、ウィーンの次にブダペストで行われた公演であった。モードはサロメの衣装を自作したが、それは20世紀初頭としては露出度の高い大胆なもので、胸当てこそつけているものの手足、肩、腹部などをむき出しにしていたために「わいせつ」だとされた。すでにウィーンでの初演時から、彼女の衣装は問題視されてレオタードを着用するように申し渡されていた。モードは表現と芸術的な効果を理由として抵抗を試みたものの、多少の妥協を余儀なくされた。それでも大胆な衣装についての報道が、彼女の踊りへの興味と宣伝効果を引き出していた。
モードはミュンヘン・パリなどで公演を続けた。パリの公演では偶然にもリヒャルト・シュトラウス自身の指揮によるオペラ『サロメ』のパリ初演と同時期となり、そのことも話題になった。
チェコのマリエンバードで、モードはさらなる成功への機会を得た。1907年9月、彼女はその地を訪問していたイギリス国王エドワード7世の前で踊りを披露した。エドワード7世は彼女の踊る7つのヴェールの踊りを気に入って、ロンドンで公演するようにと強く勧めた。
1908年、モードはロンドンに進出してパレス・シアターで公演を行った。彼女の宣伝はアルフレッド・バットという有能なインプレサリオが担当し、センセーショナルな惹句をもって売り出した。当時の宣伝パンフレットでは、モードの踊りがかもし出すエロティシズムが明白に表現されていた。
当時のロンドンは、ヴィクトリア女王の禁欲的な治世から解放された「エドワーディアン」といわれる時代であった。ヴィクトリア女王の長い治世と第一次世界大戦の間隙にあたるこの時代は、開放的かつ快楽的として知られる。モードの踊る『サロメの幻影』はこの時流に乗って空前のヒットとなり、イザドラ・ダンカンもかなわないほどであったという。
同年、モードは新聞のインタビューに答えて自分の踊るサロメは「やっと14,5歳」だと述べている。「死者の首をみだらに抱く幼い女性」というモードの踊りはスキャンダルを引き起こし、教会からの非難を受けた上にマンチェスターでは公演が禁止となった。それでもモードの公演は1年以上のロングランとなり、彼女にとって最高の成功となった。この年には『マイ・ライフ・アンド・ダンシング』という著書を出版し、イギリス国内で1年足らずの間に250回の公演を行っている。

### 人気の下落と晩年
モードはエドワーディアンのセックス・シンボル的存在として、一世を風靡した。その後、彼女はアメリカとアジアでも踊った。アジアでは「白人の女性が現地人の観客の前で踊りを披露した」という理由でトラブルになった。アジアからアメリカに戻ったモードは、『サロメの幻影』の一部を取り入れた映画『敷物作りの娘』（en:The Rug Maker's Daughter、1915年）の制作に関わっている。その後モードはロンドンに戻った。
やがて第一次世界大戦の勃発などの時代の変化によって、彼女の人気は下落した。1918年には、彼女の名声を手ひどく毀損する中傷に対する訴訟に関わることになった。この年、J・T・グレイン (en) というインプレサリオがワイルドの『サロメ』上演を企画した。この公演は貸しホールでのプライベートな上演であり、モードはタイトル・ロールのサロメを演じることになった。
しかし、この公演についてクレームをつける者がいた。同年2月2日、国会議員ノエル・ペンバートン・ビリング (en) は記事「クリトリスのカルト（The Cult of the Clitoris）」を彼自身の雑誌「ヴィジランテ」（Vigilante）で発表した。ビリングは扇動的な政治家で、反ドイツの立場からさまざまなドイツ陰謀説をハロルド・スペンサーというライターに書かせていた。
「クリトリスのカルト」という言葉は、暗にモードのことを意味していた。この記事においてビリングは、ワイルドの『サロメ』は不道徳な上に、イギリスを堕落させようと企てるドイツの陰謀であると主張した。ワイルドは「頽廃派の首領」であり、モードはその作品を利用してイギリス人を誘惑したため、彼女の公演を鑑賞した人々の氏名がドイツの所有する黒書に記載されていると告発された。「性的逸脱」のために脅迫を受ける可能性があるとされたその人数は47,000人にのぼり、著名人の名も多く含まれていた。
モードはビリングを名誉毀損で訴えた。この訴訟は、マーゴ・アスキス （ハーバート・ヘンリー・アスキスの妻）やアルフレッド・ダグラス（ワイルドの元恋人）などの著名人が関与したために世間の耳目を集めることになった。訴訟の間に、兄セオドアが起こした事件のことが掘り起こされた。セオドアのことは、彼女の家族に性的狂気の背景があったことを示唆するために引用された。ダグラスもモードに不利な証言を行い、結局ビリングは無罪となった。
このスキャンダルによって、モードの経歴は大きな打撃を受けた。モードはその後1934年まで世界各国で踊りを続けるが、かつての名声を取り戻すことはできなかった。1928年から1940年まで、モードはイギリスで自身の学校を開いて踊りを教えたが、彼女の芸術を受け継ぐ存在は現れなかった。彼女は秘書で恋人のヴェルナ・アルドリッチと一緒に暮らし、1956年にロサンゼルスで死去した。

## 評価
モードはイザドラ・ダンカン、ロイ・フラー、ルース・セント・デニスなどと共に、モダンダンスにおける先駆者の1人として名前が挙げられる。モードの生涯については、不明な点が多く残されている。ダンサーとしてどのように鍛錬したかが知られておらず、19世紀から20世紀への時代の大きな転換期に、ピアニストとしてのキャリアを断念して28歳くらいという年齢でダンサーを目指した動機も不明である。
当時の評論家たちの一致した意見によれば、彼女の作品についてダンカンの模倣でないものは「ほとんどない」といわれていた。しかも、「ほとんど体を動かしていない」という軽蔑的なほのめかしさえあった。モード自身は、他の影響を受けずに独自のダンスの境地を開拓したように述べているものの、やはりイザドラ・ダンカンなどの存在に大きな影響を受けたものと推定されている。
フランス文学者の熊谷謙介は、「サロメを踊って名を馳せた女性たちは、専門のダンス教育を受けておらず、技術的に未熟なものたちが多かった」と指摘している。その例として熊谷はイダ・ルビンシュタイン、マタ・ハリ、コレットと並んでモードの名を挙げた。熊谷は「私こそがサロメを踊る」という彼女たちの意志が、技術の未熟さなどの条件ゆえにさらに際立つことも付け加えている。
モード自身にとって「サロメ・ダンサー」と呼ばれることは不本意なことであったという。ただし、サロメの幻影は彼女の生涯について回り、その影響から逃れることはかなわないままであった。そして彼女のダンスと芸術は、余りにも彼女自身の個人的悲劇と一体化していたため、後継者も現れなかった。モードはダンス史の中で孤立した存在となり、死後は急速に忘れ去られた。

## 参考画像

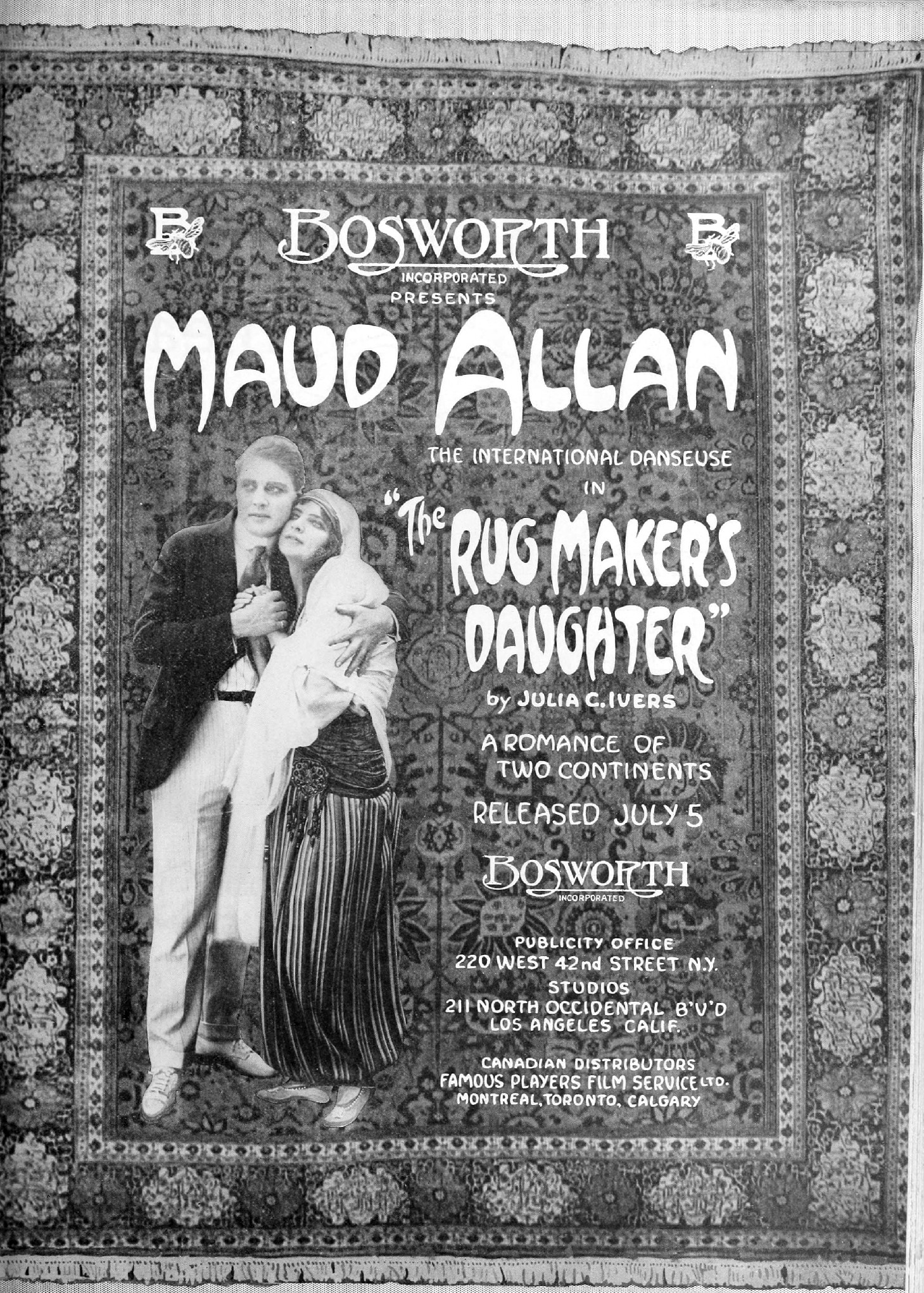
映画『敷物作りの娘』の宣伝（1915年）
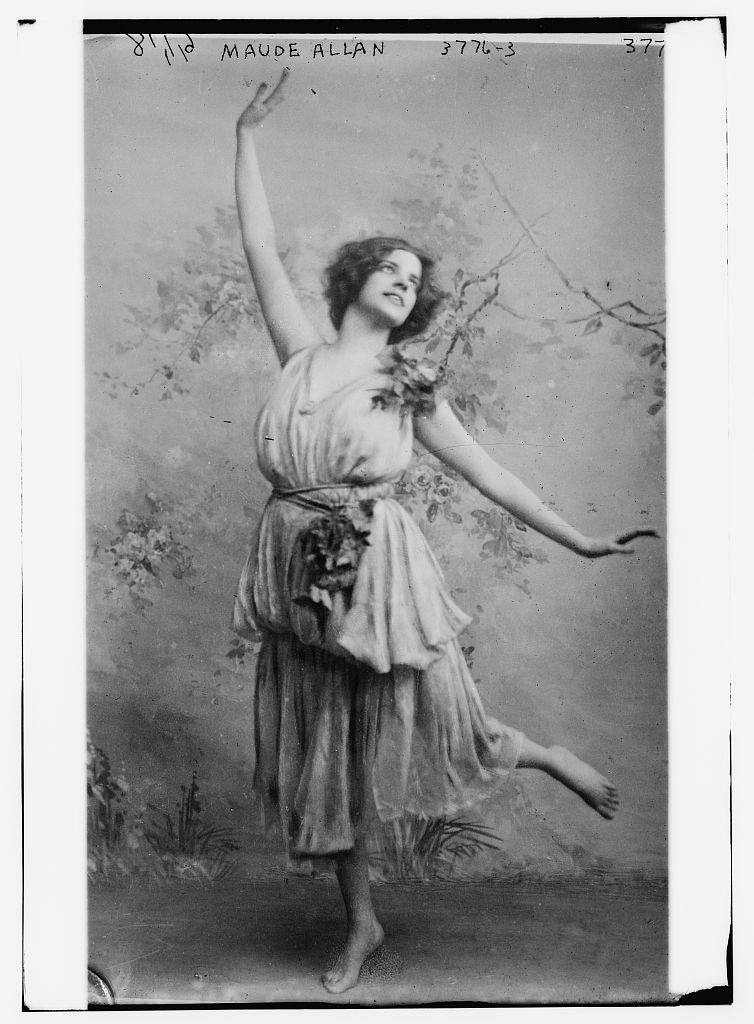
踊るモード・アラン（1915-1920年頃）
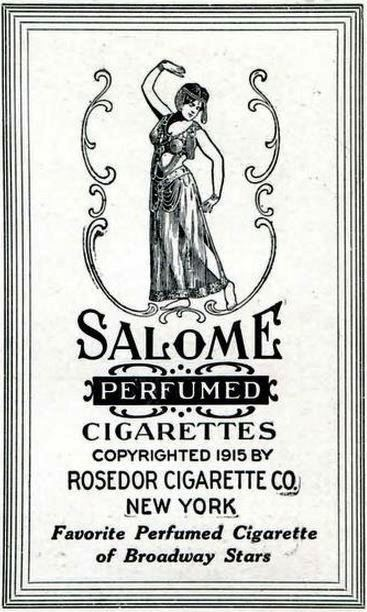
シガレット「サロメ」の宣伝（1921年）